# Grünau (Lipsia)

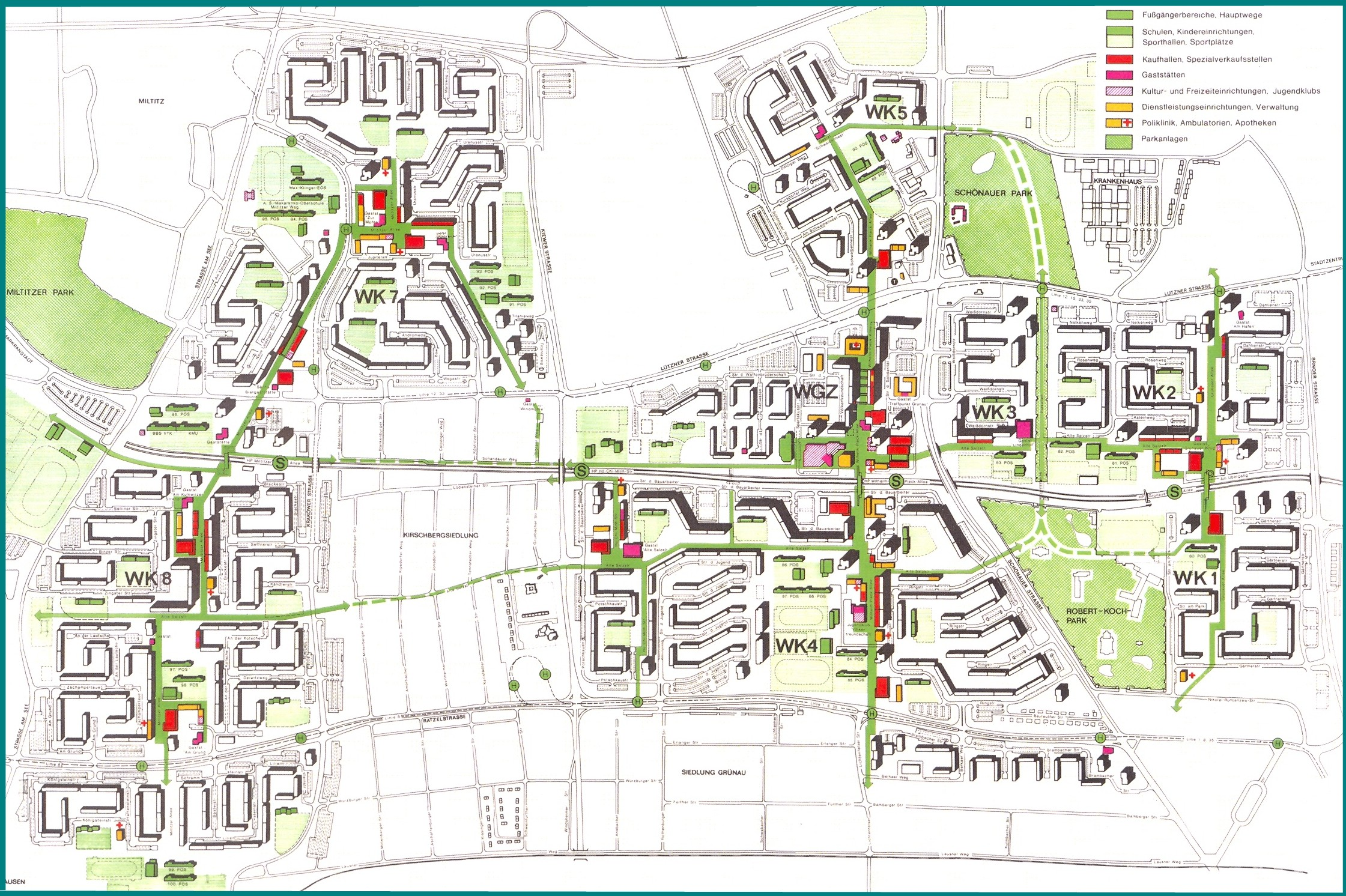
Mappa del distretto di Grünau (dal 1986)

Grünau (IPA: [ɡʁyˈnaʊ̯]) è un quartiere di Lipsia.
Grünau è un grande complesso residenziale nella parte occidentale di Lipsia progettato negli anni '70 e '80 e domina il Stadtbezirk ovest. Nella sua breve storia Grünau è stato a volte il distretto più grande di Lipsia con un massimo di 85.000 abitanti (1989).
Insieme a Berlino-Marzahn e Halle-Neustadt, il grande complesso residenziale di Grünau era uno dei più grandi complessi residenziali prefabbricati (cosiddetto Plattenbau) della DDR ed è il più grande insediamento di questo tipo in Sassonia. Si compone di otto complessi residenziali con grandi condomini della serie residenziale WBS 70. Nonostante le buone infrastrutture, la popolazione di Grünau è diminuita rapidamente dopo il 1990. Nel 2010 il distretto ha perso più della metà dei suoi residenti e migliaia di appartamenti sono stati demoliti. Allo stesso tempo, a causa del crescente invecchiamento e dell’insediamento di famiglie a basso reddito, si registra una tendenza negativa nell’età e nella struttura sociale di questa zona residenziale. Dal 2010 la popolazione è tornata ad aumentare lentamente.

## Posizione e contorno
Il distretto alla periferia occidentale di Lipsia si trova a 6 chilometri dal centro della città e copre un'area di 4,5 chilometri a est-ovest per 2,5 chilometri a nord-sud. È stato progettato per 100.000 abitanti con 8 cosiddetti Wohnkomplex (WK). Ci sono i Wohnkomplex (complessi residenziali) da 1 a 8, con WK 6 mai costruito. Il distretto Ovest, che per la maggior parte è costituito dal complesso residenziale Grünau, è suddiviso nei quartieri di Grünau-Ost (complessi residenziali da 1 a 3), Grünau-Mitte (complessi residenziali 4 e 5.2), Schönau (Schönauer Viertel, complesso residenziale 5.1 e Lindenauer Hafen), Grünau-Nord (complesso residenziale 7), Lausen-Grünau (complesso residenziale 8 e il villaggio di Lausen, incorporato nel 1995) oltre a due quartieri non caratterizzati da edifici prefabbricati: Grünau-Siedlung e Miltitz, incorporato nel 1999.

### Quartieri del distretto ovest

Grünau Ost
Grünau-Mitte
Schönau
Grünau-Nord
Lausen-Grünau
Grünau-Siedlung
Miltitz

## Storia
Il grande complesso residenziale di oggi Grünau è stato costruito su un campo verde alla periferia di Lipsia. Dal 1793, l'antica Lützner Land- und Heerstraße portava da Lipsia a Lützen e poi a Weißenfels nell'attuale Lützner Straße. Il nome Grünau non deriva da un villaggio che si trovava lì, ma da un insediamento di giardini appartenente al quartiere di Leipzig-Kleinzschocher che fu allestito negli anni '20 sul bordo meridionale dell'odierno grande insediamento. All'inizio del XX secolo era qui, vicino al prima linea ferroviaria Plagwitz-Pörsten, parte della proprietà agricola del Vorwerk Lausen.
Sulla Lützner Straße, a ovest del villaggio di Schönau, c'era una caserma costruita ai tempi della Reichswehr e poi utilizzata prima dalla Wehrmacht e poi dal gruppo di forze sovietiche in Germania. Il 24 settembre 1982 ci fu una reazione a catena con l'esplosione di munizioni nelle baracche, diverse scuole furono evacuate. Dopo il 1991, data della partenza degli ultimi soldati sovietici, sul sito dell'ex caserma si sviluppò un'area residenziale, commerciale e ricreativa, il Schönauer Viertel, con case unifamiliari e un centro commerciale.

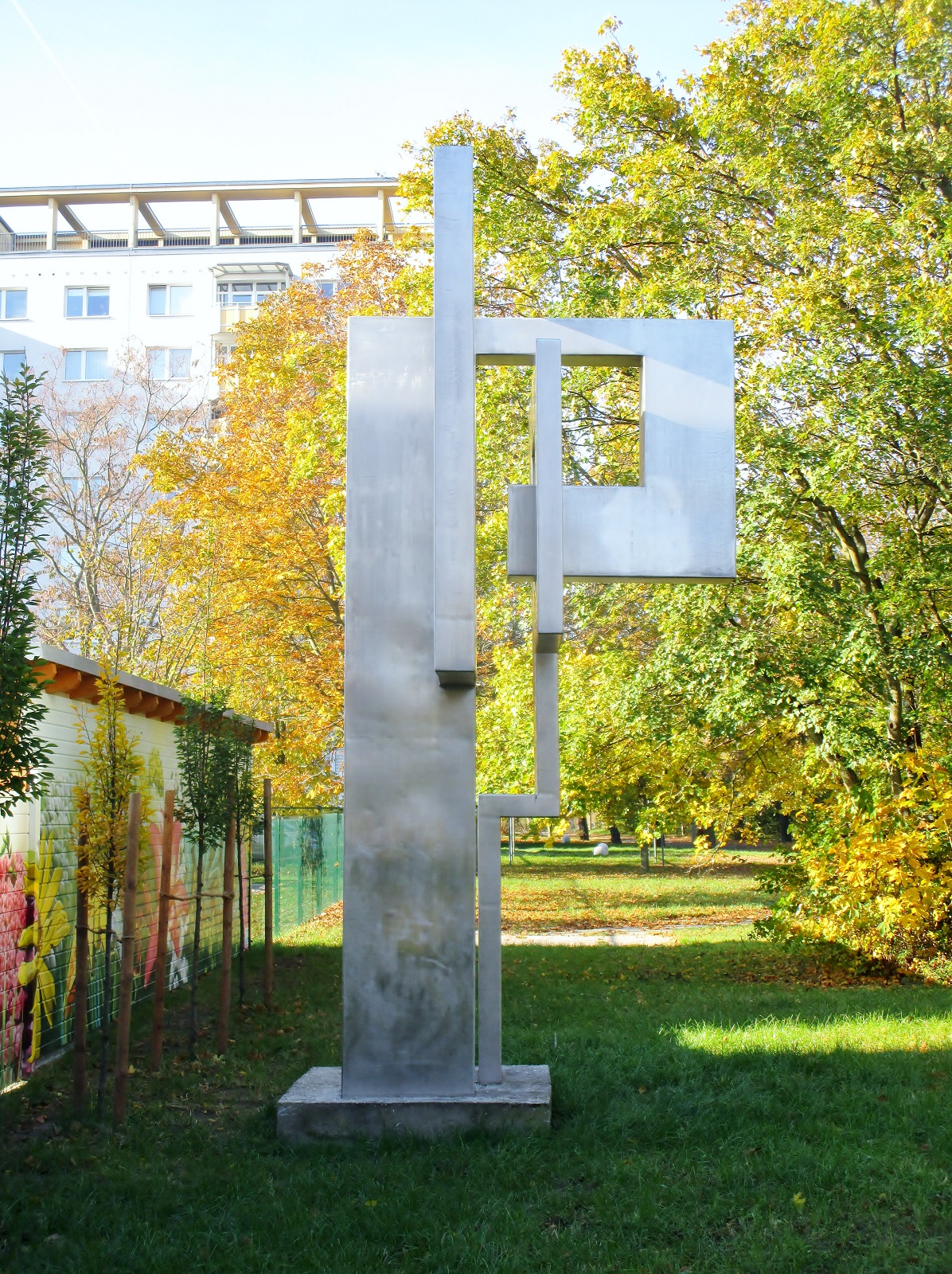
Il memoriale commemora la posa della prima pietra nel 1976

Il 1 giugno 1976, il sindaco Karl-Heinz Müller pose la prima pietra per la grande complesso residenziale 
sul bordo settentrionale del WK 1. In occasione del decimo anniversario, in questo sito è stato eretto un memoriale. Alla fine degli anni '80, otto complessi residenziali prefabbricati industriali erano stati costruiti nei quartieri di Kleinzschocher, Schönau (in parte demoliti a causa della cementificazione), Lausen e Großmiltitz. Tra il 1976 e il 1982 sono stati costruiti principalmente edifici prefabbricati a 5 piani con aree verdi relativamente ampie.
Dopo il 1990, le opportunità di shopping e svago sono migliorate. Nel 1995 è stato aperto il centro commerciale PEP, nel 1996 l'Allee-Center e accanto ad esso un cinema multisala con otto schermi, l'odierno Cineplexx Lipsia. Ci sono anche 321 negozi al dettaglio a Grünau. La piscina Grünauer Welle (con piscina sportiva) è stata aperta nel 1999 e il Kulkwitzer See, che è un'area ricreativa locale dal 1973, sono utilizzati dai residenti per la ricreazione locale. La roccia artificiale per arrampicata K4 , la più grande struttura per arrampicata all'aperto di Lipsia, si trova a Grünau dal 2001. Nel 2010, una nuova sede per il teatro per bambini e ragazzi, Theatrium sulla Alte Salzstraße a Grünau-Ost, che è stato costruito per 1,2 milioni di euro. Per quanto riguarda le attività culturali e del tempo libero, il quartiere è considerato poco fornito in termini di infrastrutture, nonostante "offerte selettive". Il centro di Grünau è formato dall'area intorno a Lützner Straße e Stuttgarter Allee.
Nonostante questi sforzi, non è stato possibile evitare il processo di contrazione demografica.
| Sviluppo della popolazione di Grünau | Sviluppo della popolazione di Grünau | Sviluppo della popolazione di Grünau | Sviluppo della popolazione di Grünau | Sviluppo della popolazione di Grünau | Sviluppo della popolazione di Grünau | Sviluppo della popolazione di Grünau | Sviluppo della popolazione di Grünau | Sviluppo della popolazione di Grünau | Sviluppo della popolazione di Grünau | Sviluppo della popolazione di Grünau | Sviluppo della popolazione di Grünau | Sviluppo della popolazione di Grünau | Sviluppo della popolazione di Grünau |
|                                      | 1979                                 | 1981                                 | 1983                                 | 1989                                 | 1992                                 | 1995                                 | 1999                                 | 2002                                 | 2004                                 | 2005                                 | 2008                                 | 2010                                 | 2016                                 |
| ------------------------------------ | ------------------------------------ | ------------------------------------ | ------------------------------------ | ------------------------------------ | ------------------------------------ | ------------------------------------ | ------------------------------------ | ------------------------------------ | ------------------------------------ | ------------------------------------ | ------------------------------------ | ------------------------------------ | ------------------------------------ |
| Residenti                            | 16.000                               | 36.000                               | 60.000                               | 85.000                               | 78.000                               | 74.000                               | 63.500                               | 61.000                               | 49.400                               | 48.000                               | 42.500                               | 40.700                               | 43.600                               |

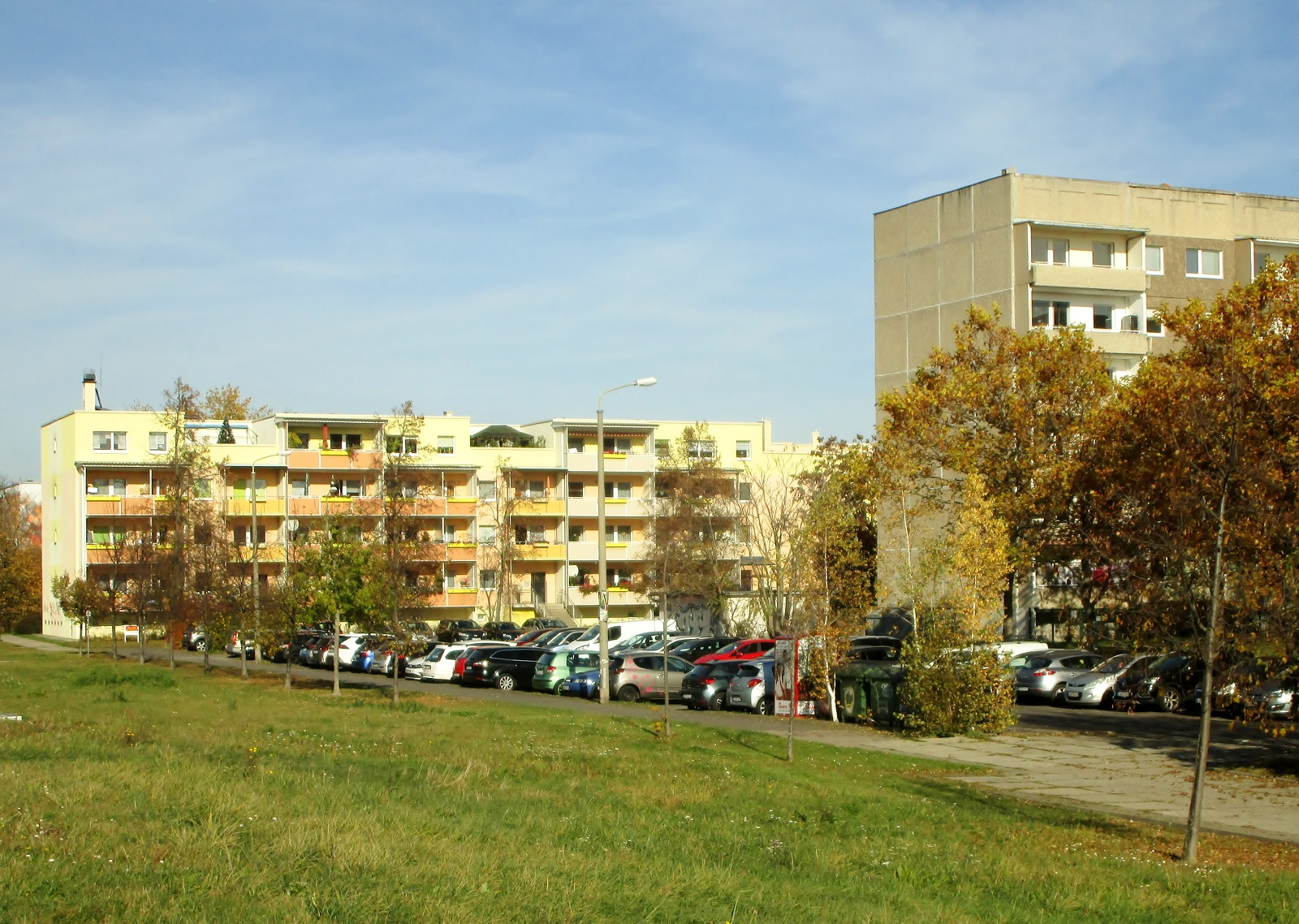
WBS 70 trasformata in casa a schiera

La città ha reagito nel 1999 con un "patto ragionevole" con le più importanti società immobiliari di Grünau, tra cui la Leipziger Wohnungs- und Baugesellschaft (LWB) di proprietà della città e una mezza dozzina di cooperative. Il motto era "Più qualità con meno case". In fase di smantellamento dal 2000 al 2015, quasi tutti i grattacieli PH 16 erano demoliti, anche numerosi grandi blocchi di case, per un totale di 8.000 appartamenti. La LWB ha iniziato nel dicembre 2000 con lo smantellamento del grattacielo (PH 16) in Garskestraße 5, che era stato costruito nel 1982 come hotel per operai edili e non è stato utilizzato dal 1997. Ma non è stato solo demolito. Da maggio 2008 gli edifici di sei piani in Uranusstrasse sono stati trasformati in villette a schiera con un innovativo sistema di riscaldamento. Nel 2014, la cooperativa edilizia UNITAS ha demolito un edificio di sei piani su quattro piani. Nel marzo 2013, l'associazione per l'edilizia abitativa Lipsia ha annunciato i suoi piani per demolire l'edificio di sei piani a Zschampertaue e costruire tre nuove case a schiera uniche nel distretto. Erano pronti per essere occupati nell'estate 2015.
A quel punto, il declino demografico si era già arrestato. Dal 2014 circa, Grünau ha beneficiato in parte dei guadagni migratori a seguito del forte aumento della popolazione complessivo nella città di Lipsia. Inizia una fase di consolidamento. La cooperativa edilizia Lipsia ha fatto la dichiarazione strutturale più sorprendente con un grattacielo di 13 piani che è stato costruito sul sito di demolizione del suo ex edificio di undici piani su Brackestraße (Torre Lipsia, completamento nel 2020). Il concetto di sviluppo distrettuale integrato Grünau 2030 si pone come linea guida dello sviluppo urbano per una rinnovata densificazione e creazione di relazioni spaziali. Dopodiché, «la demolizione è stata essenziale per mantenere l'attrattiva di Grünau, per creare nuove qualità e per aprire la strada alla necessaria differenziazione dell'offerta abitativa».

## Parchi

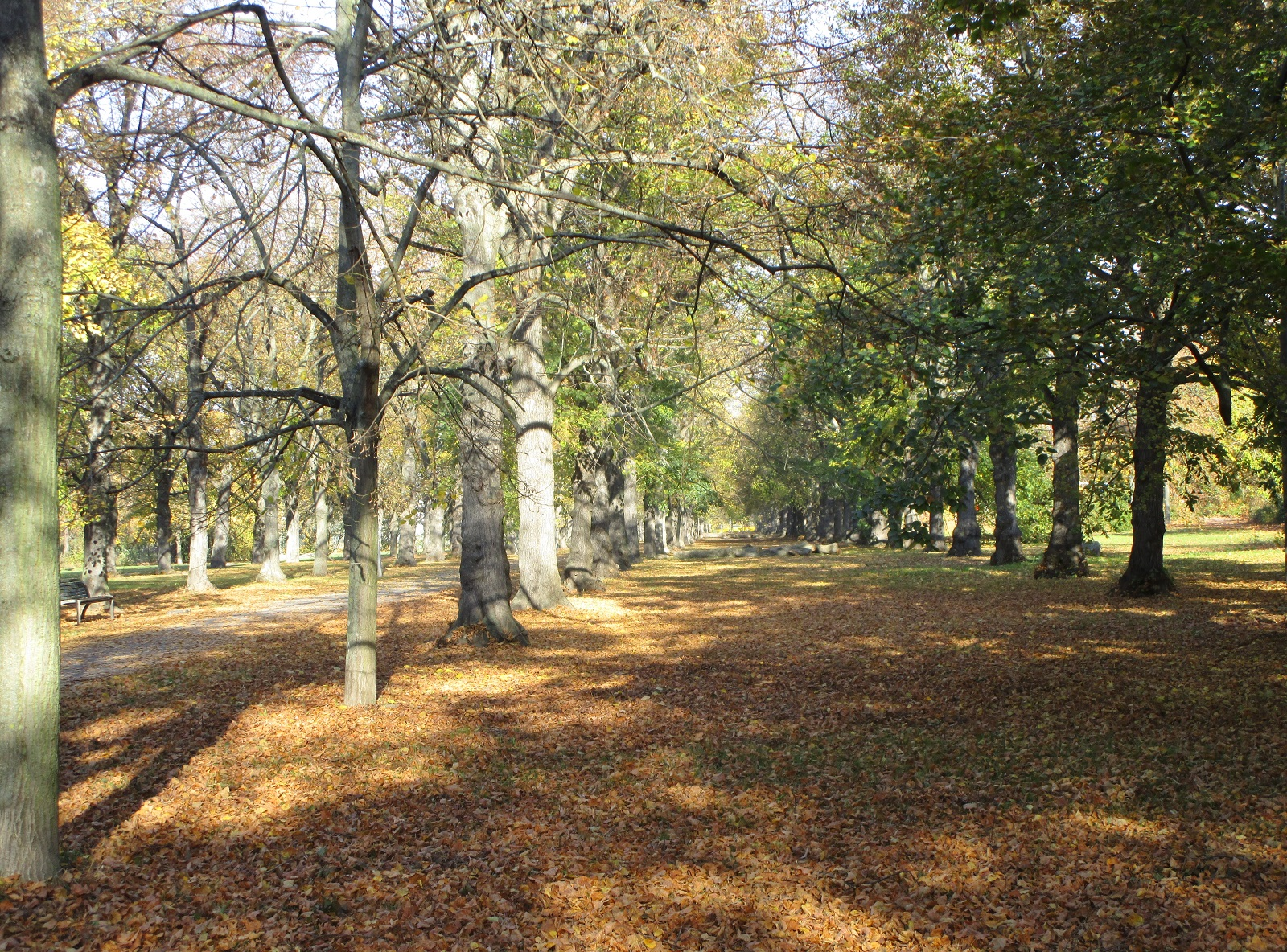
Parkallee (Viale del parco) con quattro file di tigli

Ci sono il Parco Schönau (Schönauer Park) con una superficie complessiva di 14 ettari e il Parco Robert-Koch (Robert-Koch-Park) con 25 ettari. Il viale del parco del 1911/12 con quattro file di tigli è creato come collegamento dei due parchi. Tutti insieme sono oggi sotto protezione dei beni culturali. Tuttavia la linea ferroviaria del S-Bahn interrompe il collegamento dagli anni 80.
Il parco Schönau è stato ricavato da un parco padronale e oggi serve soprattutto come luogo di svago locale per gli abitanti delle parti nordorientali del complesso residenziale prefabbricato di Grünau. Il è delimitato a sud dalla Lützner Straße. I due ingressi principali sono a ovest e a sud.
Il Parco Robert-Koch è nel quartiere Grünau-Ost, completato nel 1913, aperto al pubblico dal 1984 e sul cui terreno si trova la Clinica Robert Koch come filiale della Clinica St. Georg. Il parco diviene un centro culturale, ricreativo ed educativo per gli abitanti di Grünau, i lavori di ristrutturazione sono iniziati nel 2021.

## Trasporto pubblico

### S-Bahn
Dalla stazione di Lipsia-Plagwitz parte una linea della S-Bahn lunga 4,1 chilometri, con le seguenti quattro stazioni all'interno di Grünau:
- Leipzig Grünauer Allee
- Leipzig Allee Center
- Leipzig Karlsruher Straße
- Leipzig Miltitzer Allee

Le stazioni sono servite dalle linee S 1 e S 10 della S-Bahn della Germania Centrale.
A lungo termine è previsto anche il prolungamento della ferrovia a nord del Lago di Kulkwitz fino alla linea Lipsia–Großkorbetha in direzione Markranstädt, il che consentirebbe anche alla linea della S-Bahn di proseguire via Großkorbetha sulla linea Halle–Bebra fino a Weißenfels o Merseburg.

### Tram
Le linee 1, 2, 8 e 15 del tram di Lipsia servono la zona. Tutte le linee hanno capolinea a Grünau.

## Galleria d'immagini

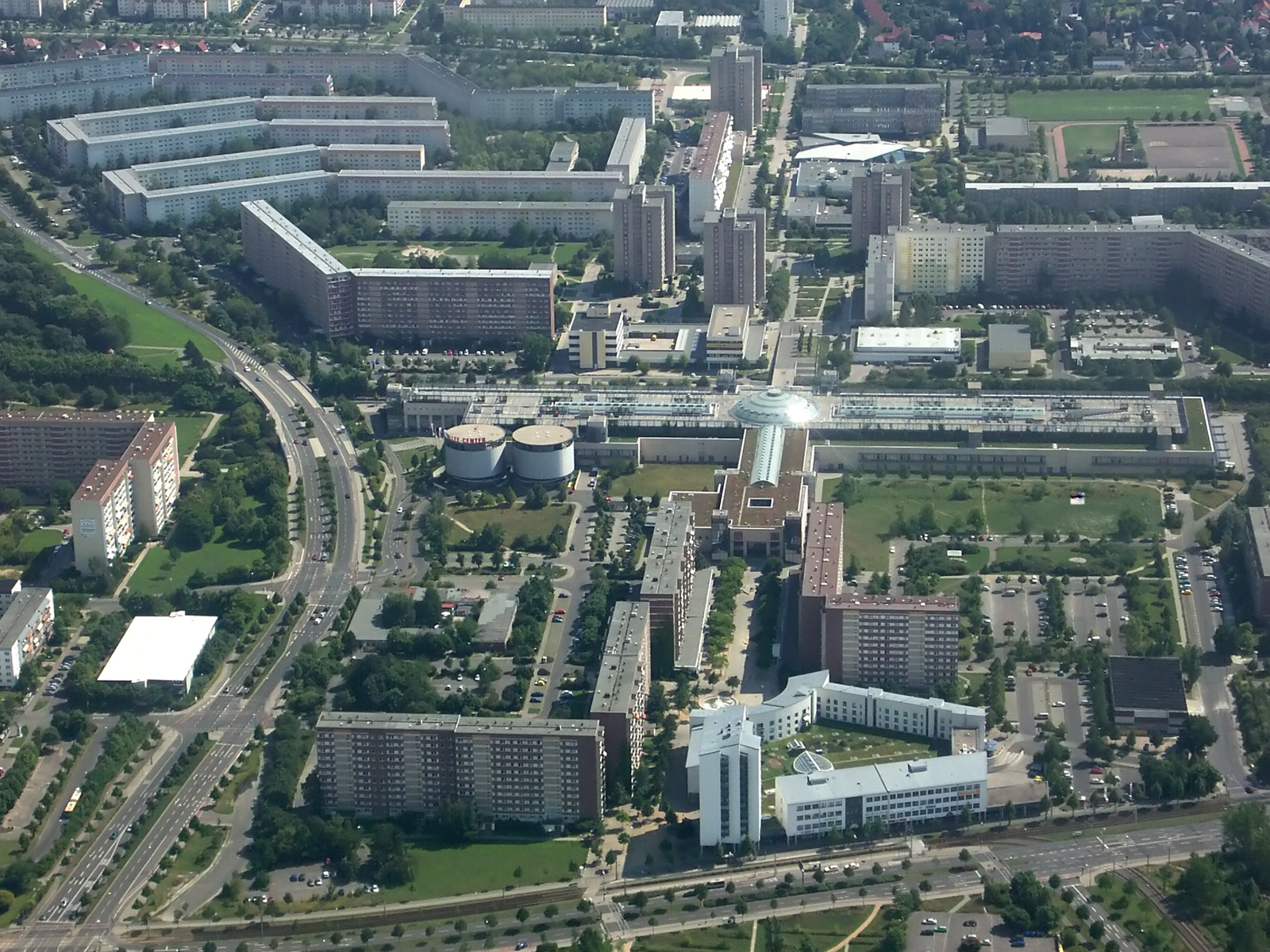
Allee Center (al centro dell'immagine)
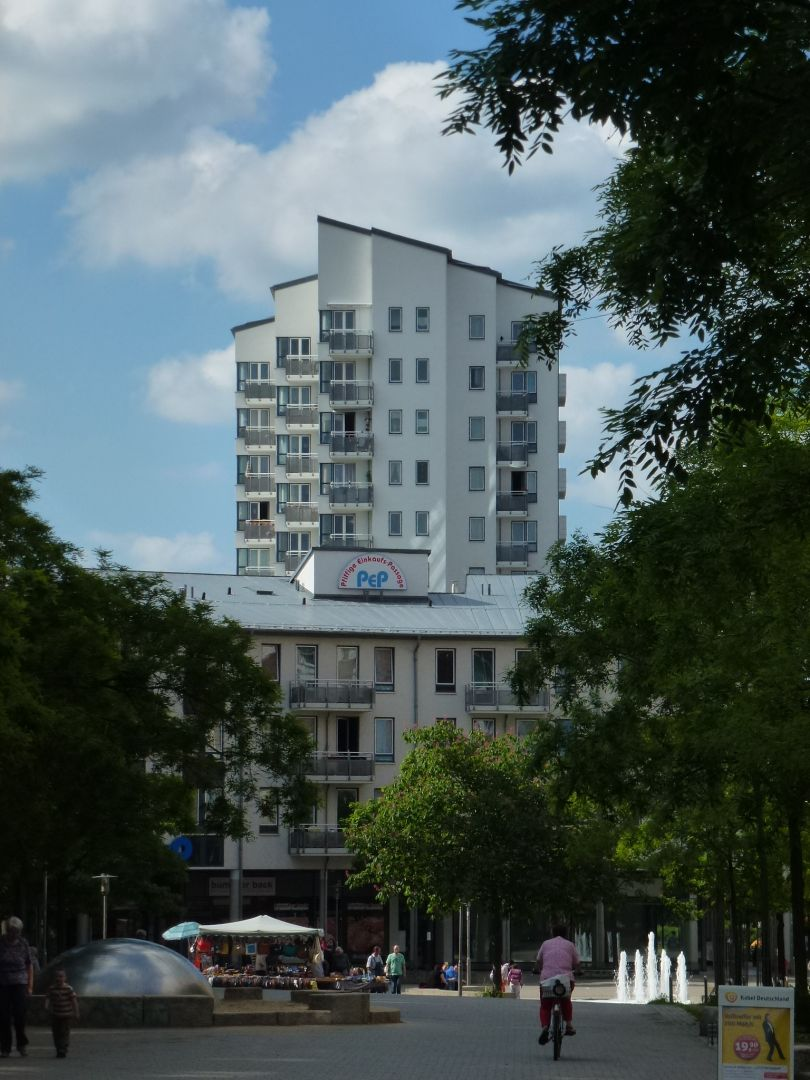
Centro commerciale PEP di fronte a un edificio prefabbricato
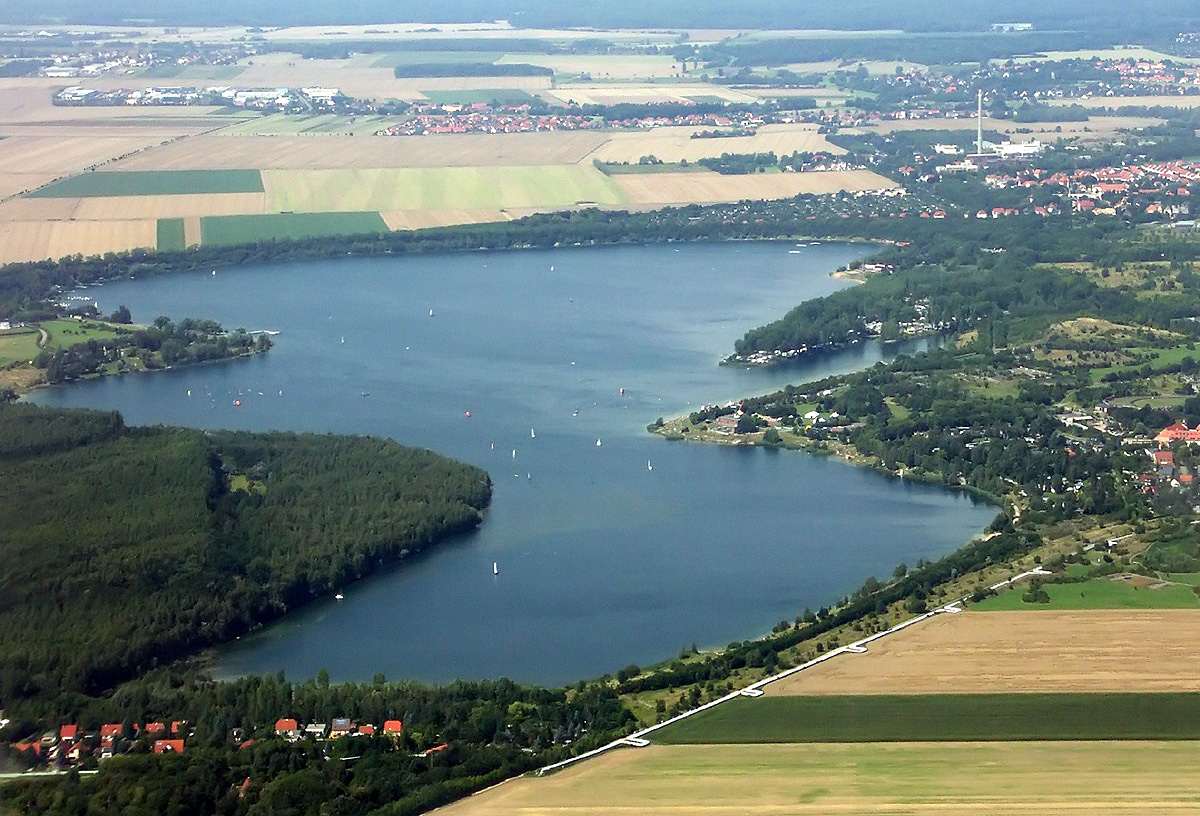
Kulkwitzer See (Lago Kulkwitz)
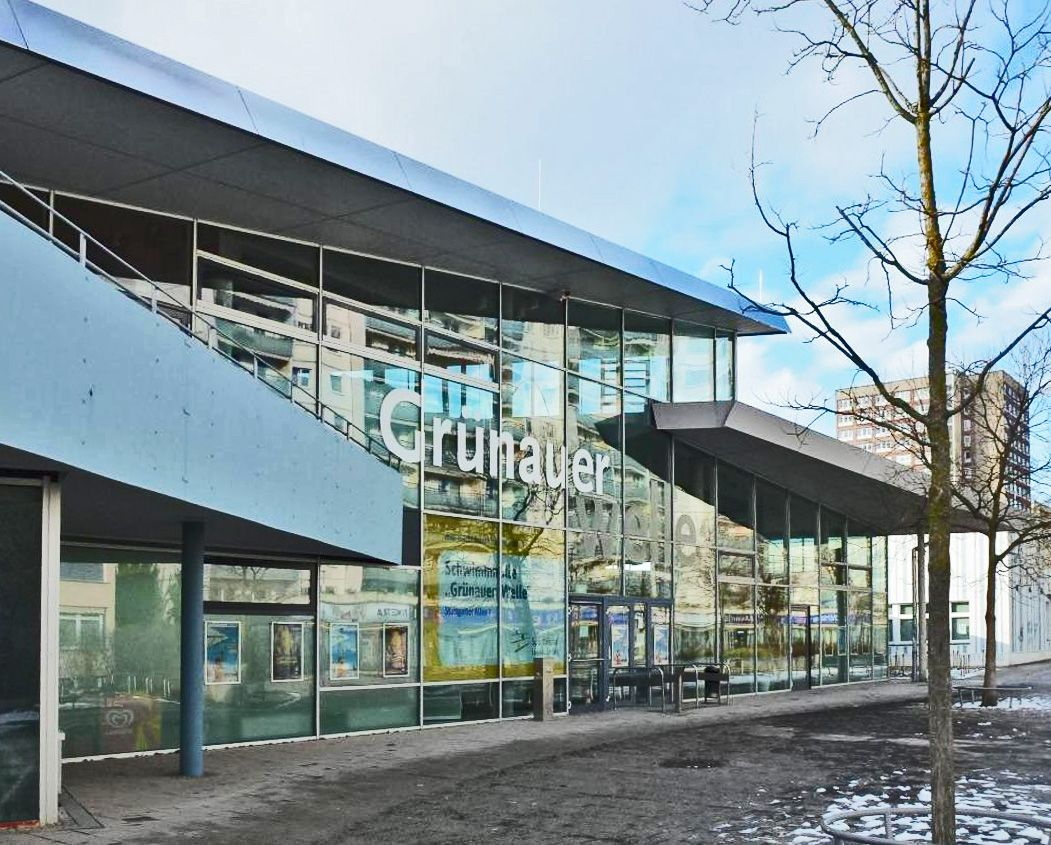
Piscina „Grünauer Welle“
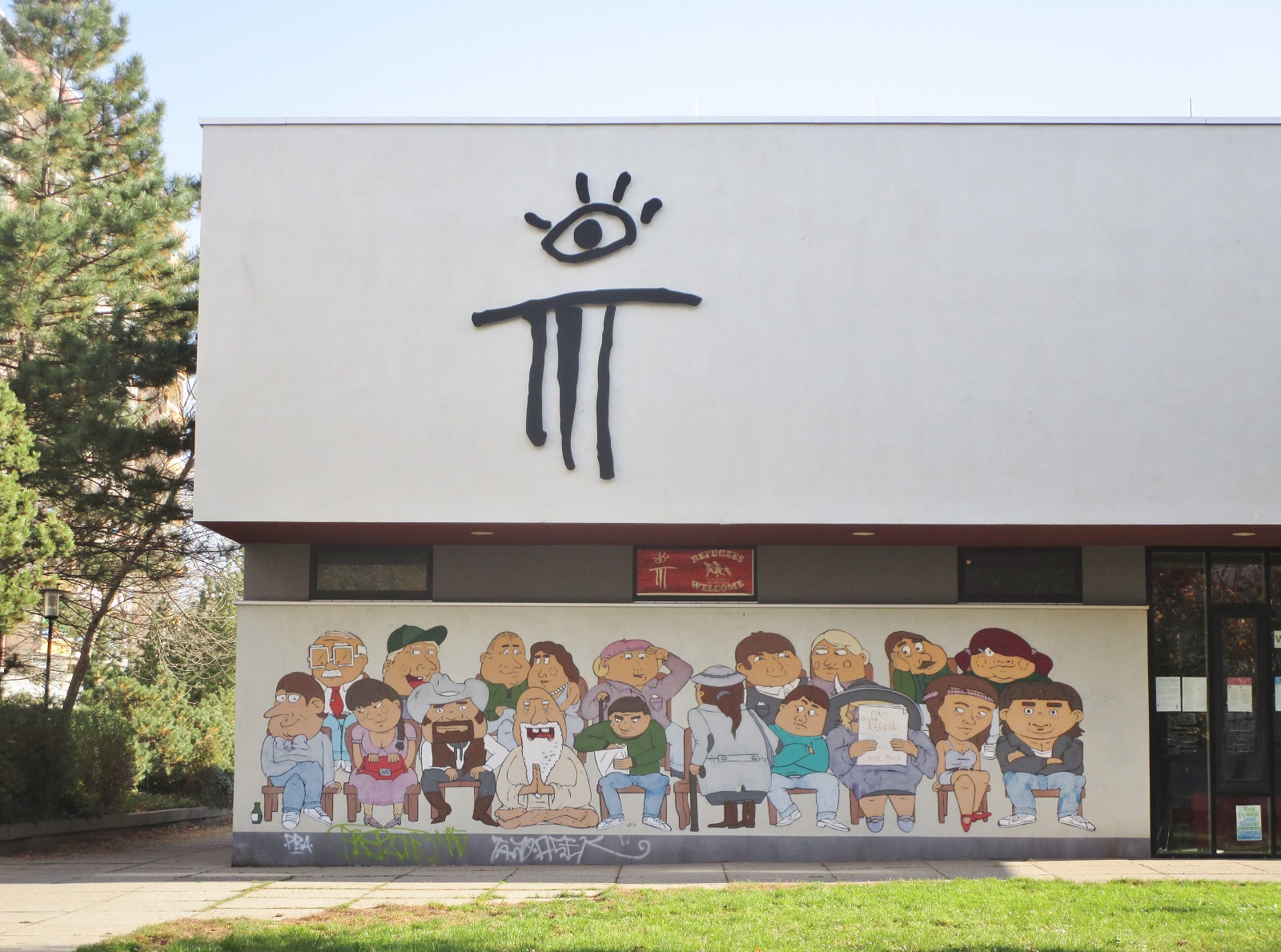
Sede del Theatrium sulla Alte Salzstraße
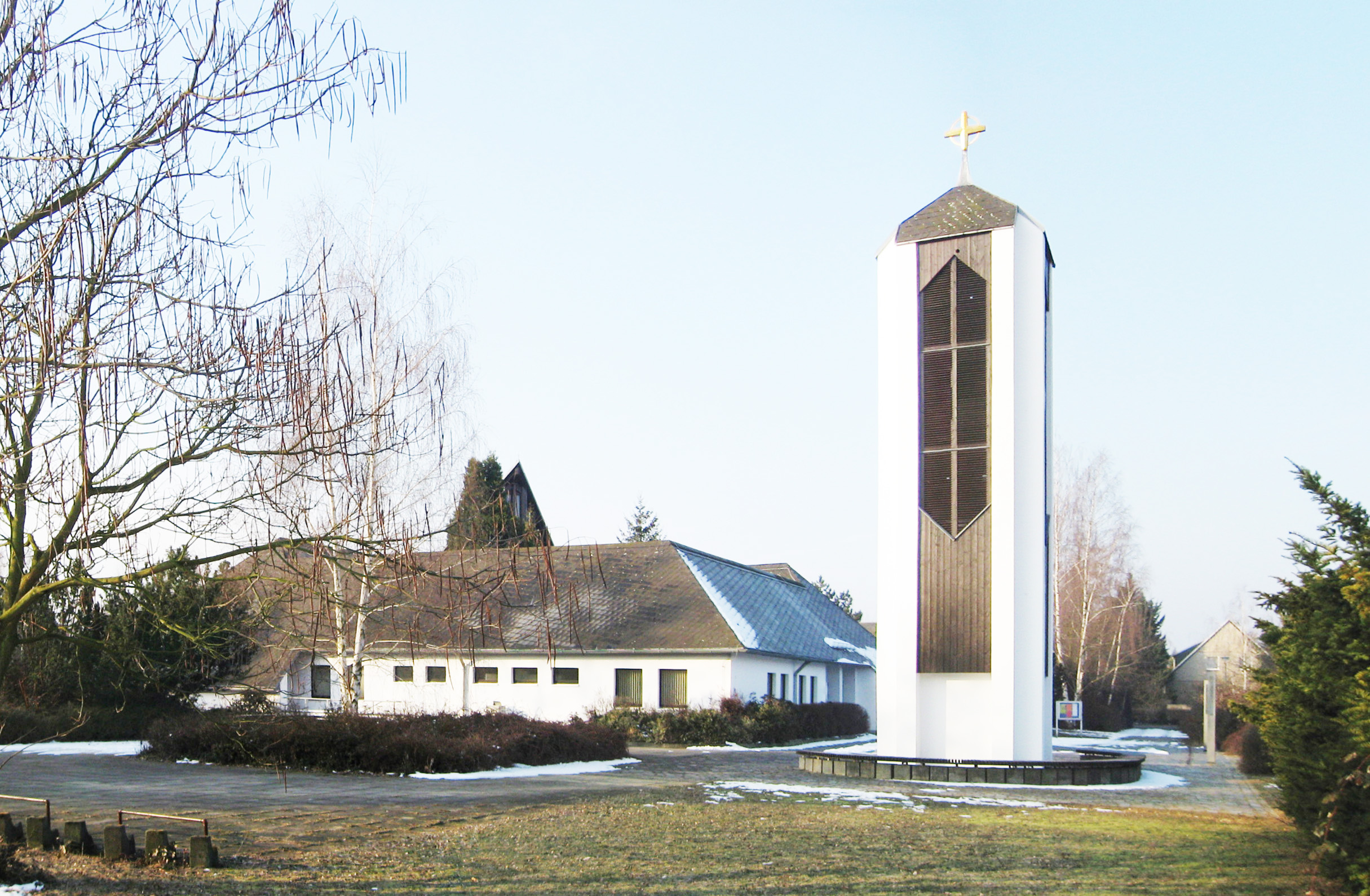
Chiesa di San Paolo
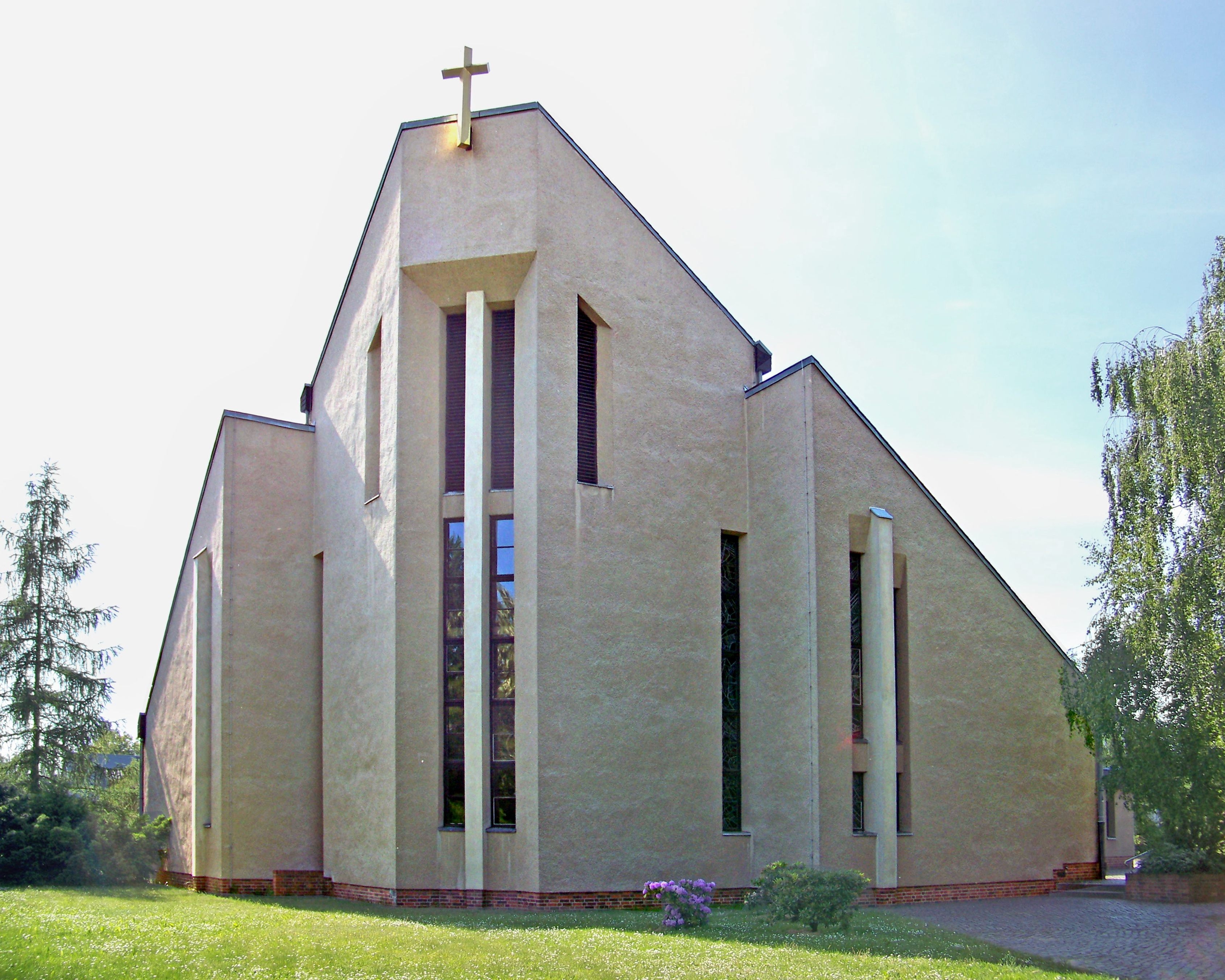
Chiesa di San Martino
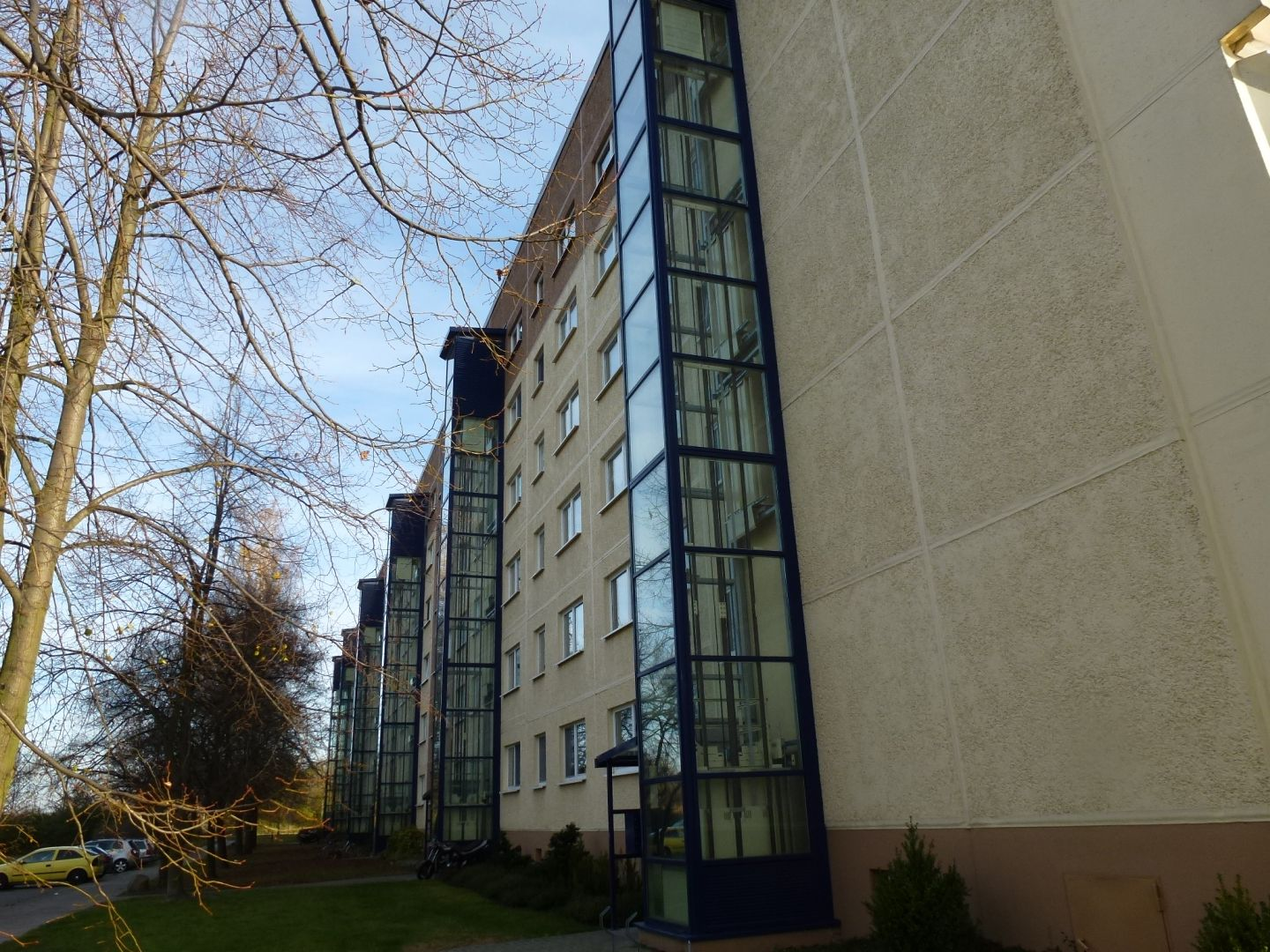
Ascensori esterni su edificio prefabbricato ristrutturato in WK 7
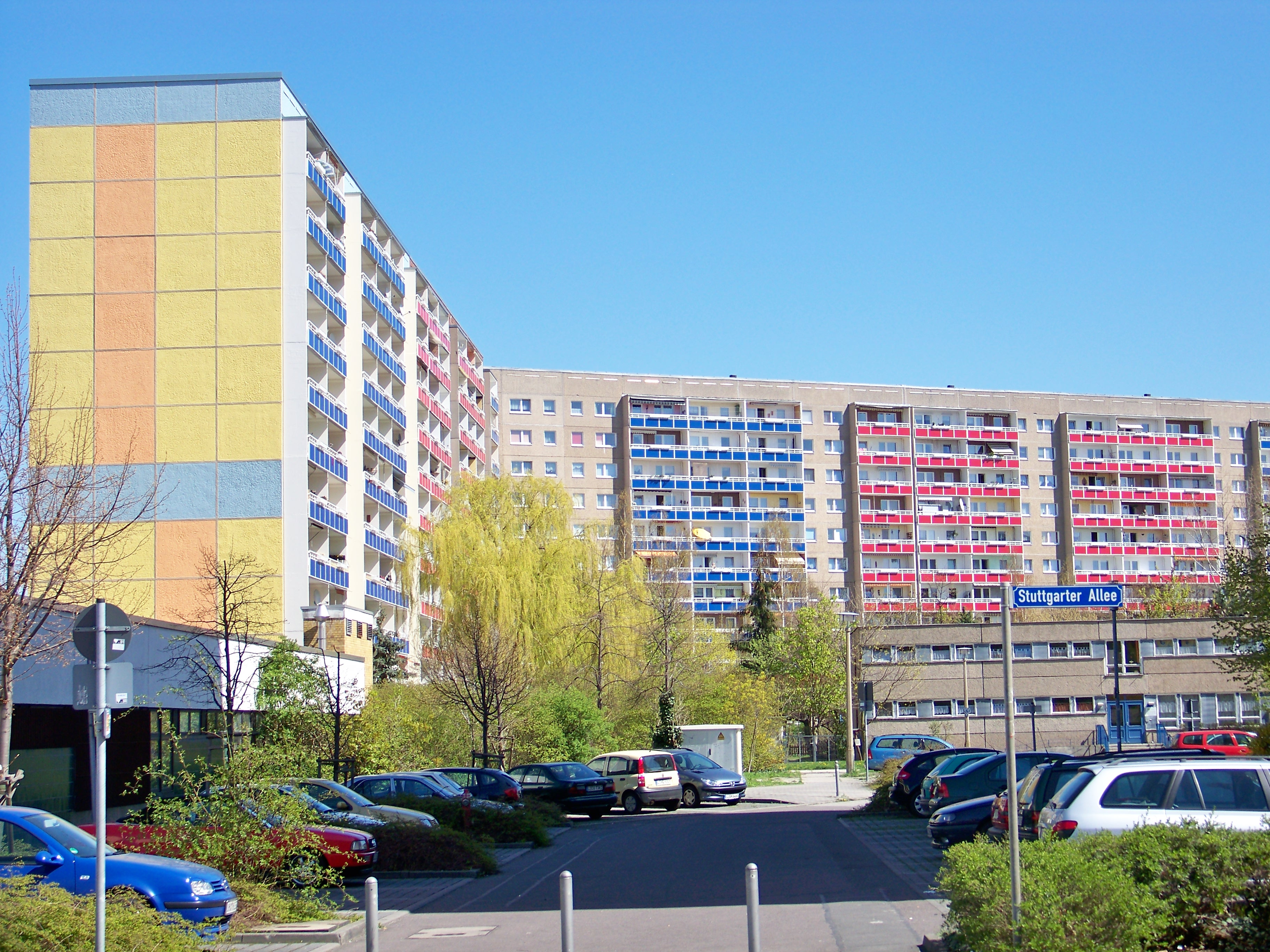
Edificio prefabbricato ristrutturato in Stuttgarter Allee/Breisgaustrasse
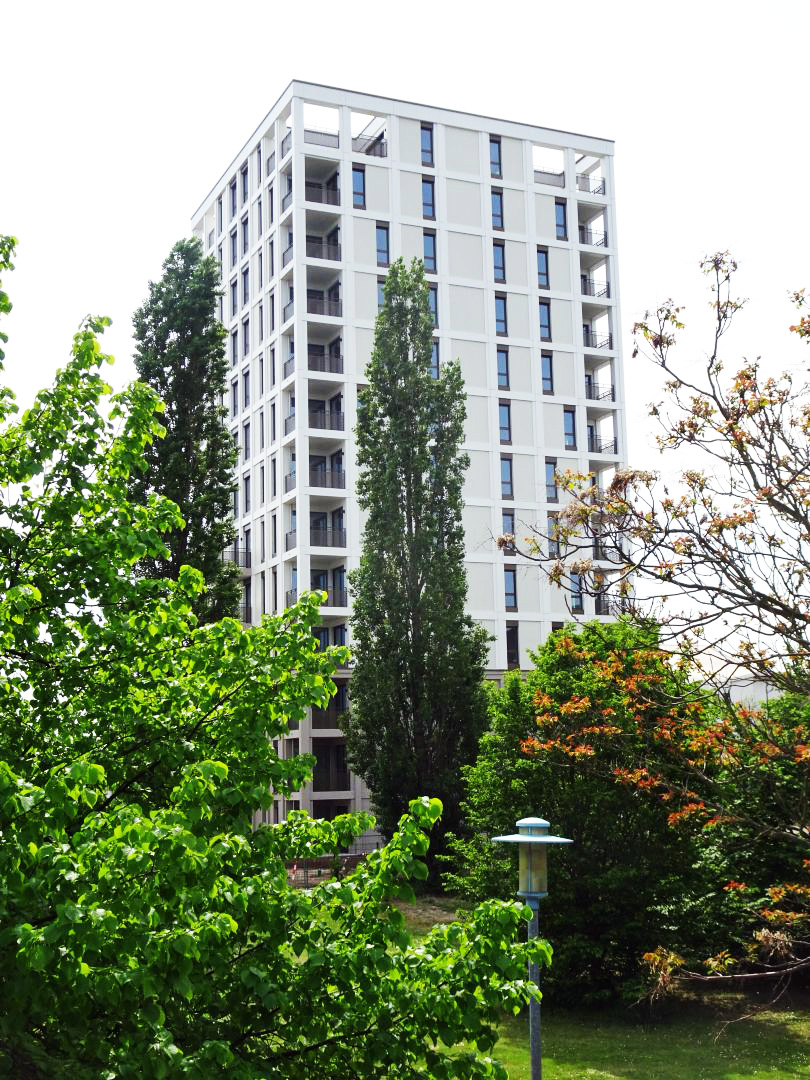
La Torre Lipsia completata nel 2020